# Anderson (California)
Anderson è una città degli Stati Uniti d'America situata nella Contea di Shasta, nello Stato della California.